# Cyprinodon labiosus
Cyprinodon labiosus é uma espécie de peixe da família Cyprinodontidae.
É endémica do México.